# Portets
Portets egy francia település Gironde megyében az Aquitania régióban. Lakosainak száma 2638 fő (2022. január 1.).

## Adminisztráció
Polgármesterek:
- 2001–2014 Marie-France Théron
- 2014–2020 Didier Cazimajou

## Demográfia
| Lakosok száma | 1889 | 2030 | 2008 | 2120 | 2592 | 2650 | 2702 | 2757 | 2713 | 2638 |
|               | 1968 | 1982 | 1990 | 2006 | 2013 | 2015 | 2017 | 2019 | 2020 | 2022 |

## Látnivalók
- Saint-Vincent templom
- Őrtorony
- Château de Mongenan

### Galéria

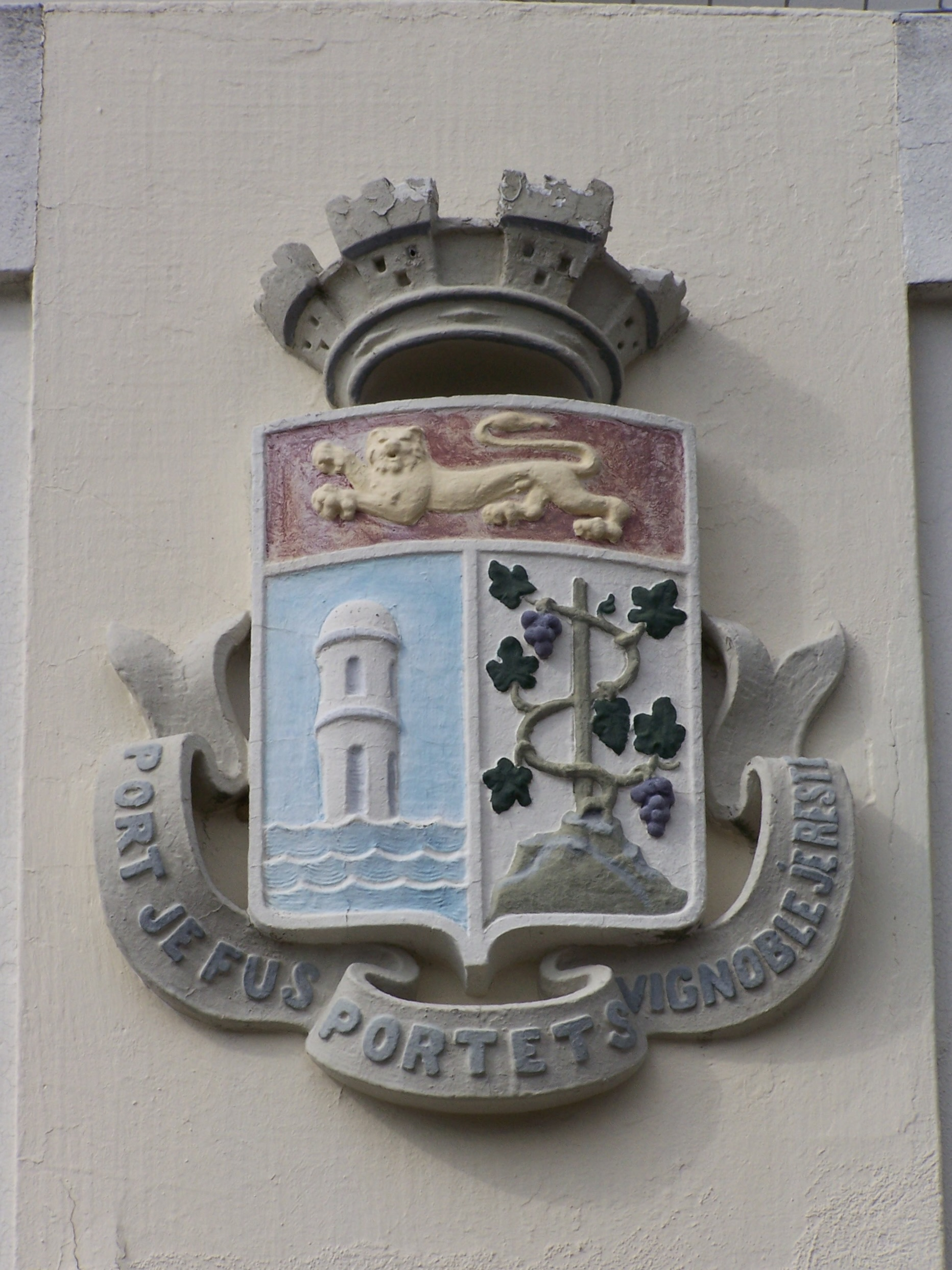
Camer
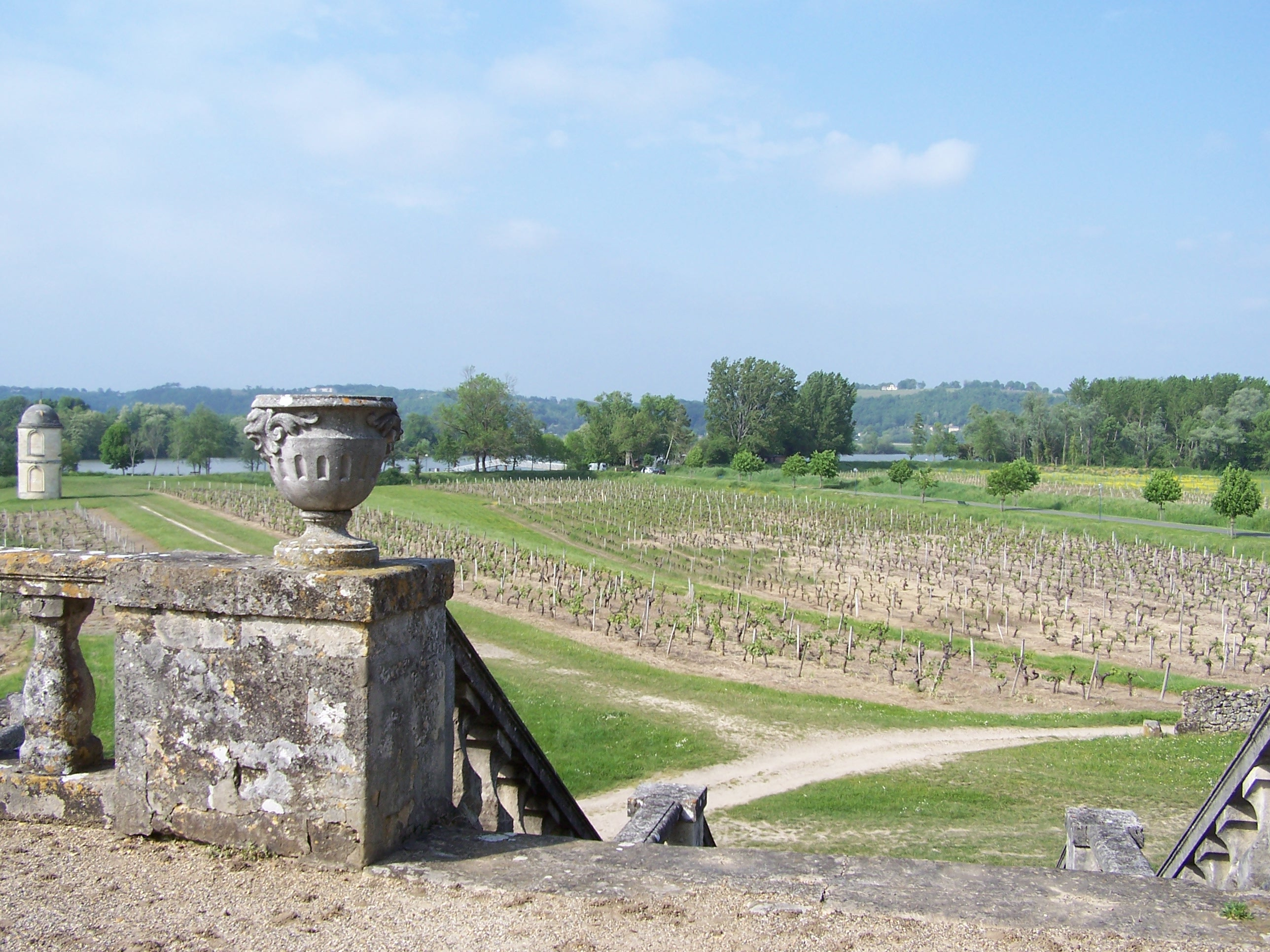
Kastély teraszán
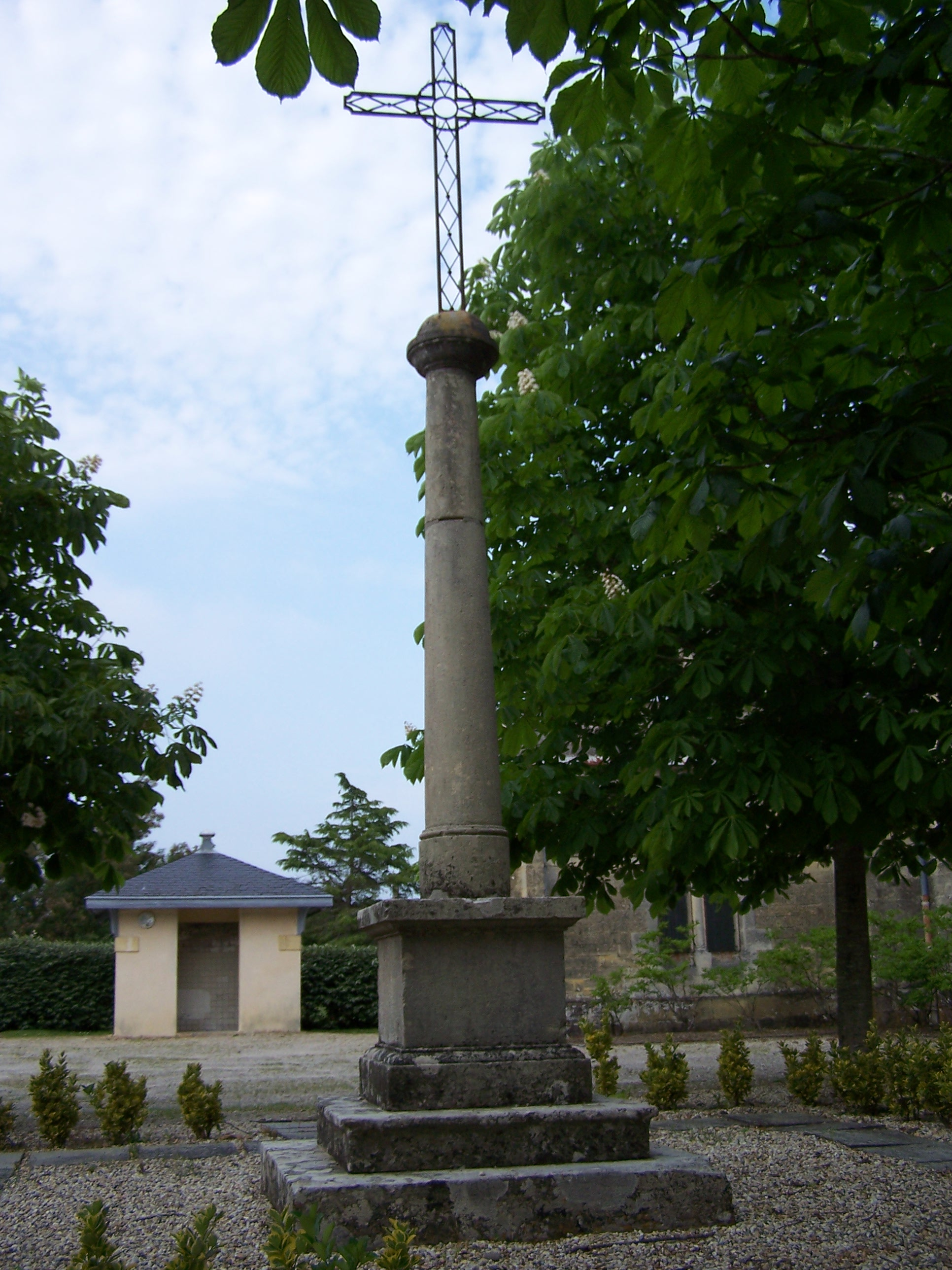
Kereszt az út szélén
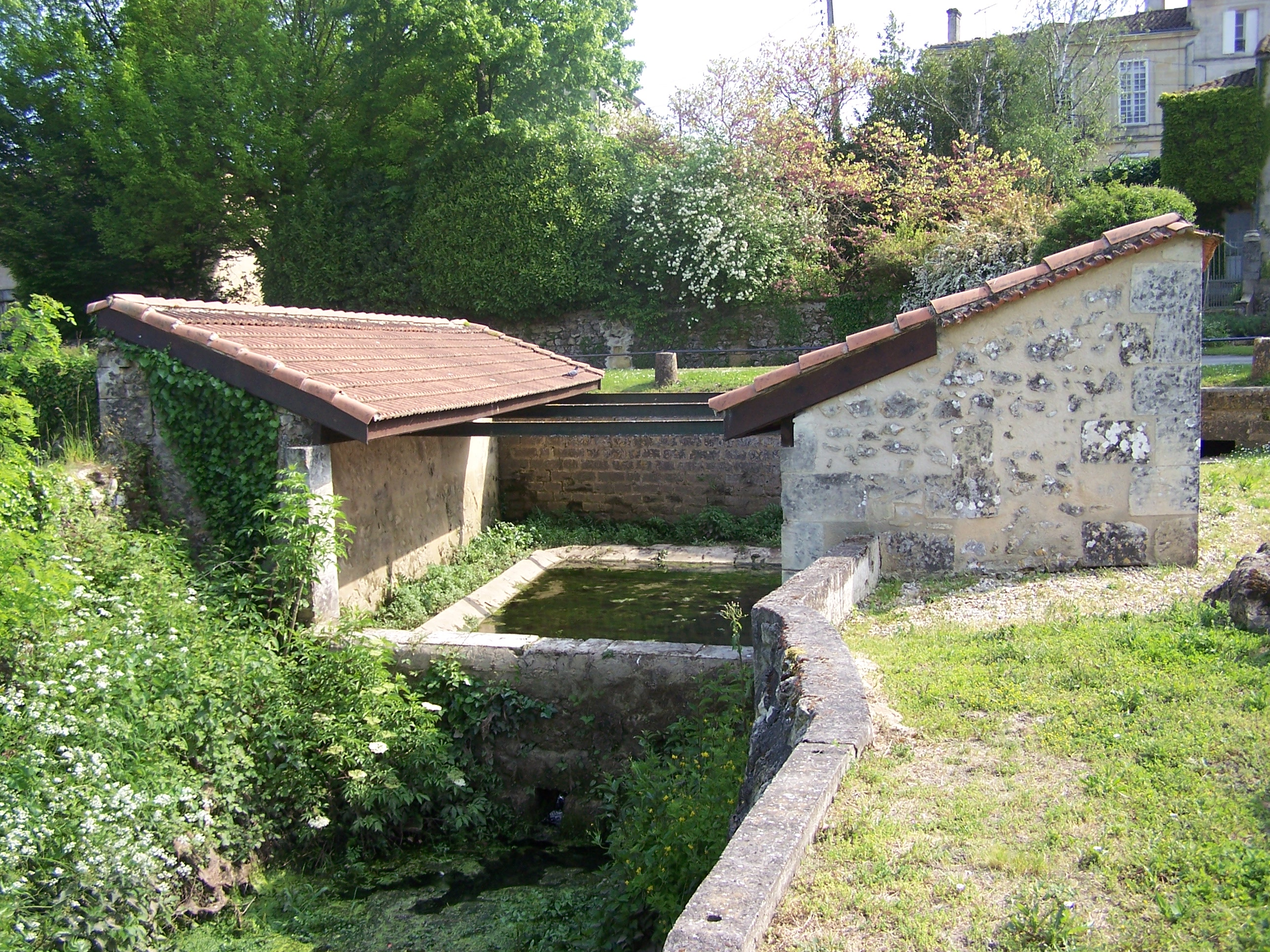
Mosoda
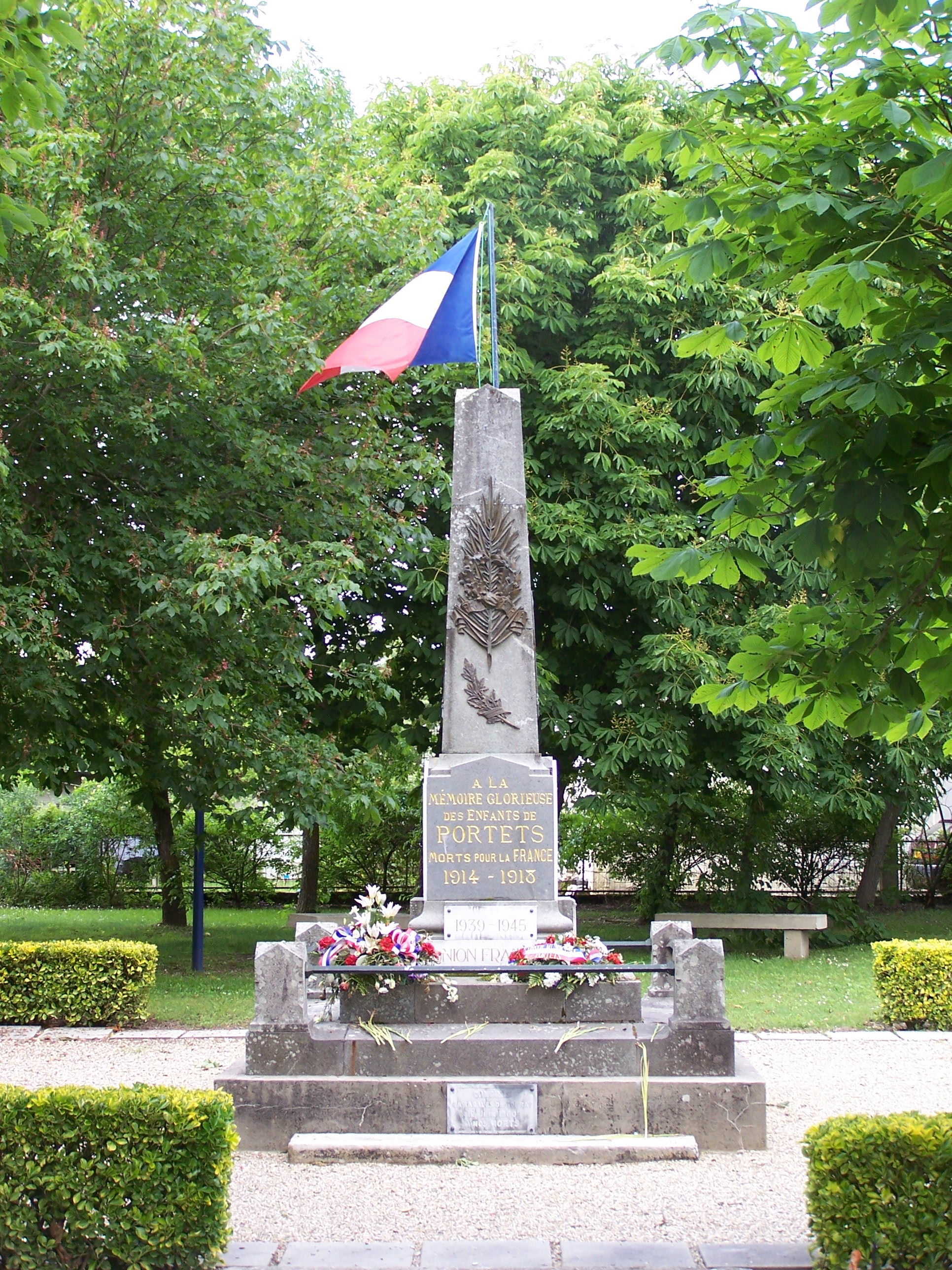
Háborús emlékmű